# Апостольский нунций в Гане
Апостольский нунций в Республике Гана — дипломатический представитель Святого Престола в Гана. Данный дипломатический пост занимает церковно-дипломатический представитель Ватикана в ранге посла. Апостольская нунциатура в Гане была учреждена на постоянной основе 13 июня 1976 года. Её резиденция находится в Лагосе.
В настоящее время Апостольским нунцием в Гане является архиепископ Жюльен Каборе, назначенный Папой Франциском 29 июня 2024 года.

## История
3 мая 1960 года, согласно бреве «Decet Nos» Папы Иоанна XXIII, Апостольская делегатура Дакара получила название Апостольской делегатуры Западной Африки, обладающей юрисдикцией в отношении следующих африканских стран: Гана, Сенегал, Республика Верхняя Вольта, Берег Слоновой Кости, Дагомея, Гвинея, Мавритания, Нигер, Судан, Того, Гамбия и Сьерра-Леоне.
28 марта 1965 года, согласно бреве «Supremi Pontificatus» Папы Павла VI, страны Гана и Сьерра-Леоне были выведены из юрисдикции апостольской делегатуры Центральной Африки и переданы апостольской делегатуре Центральной и Западной Африки.
10 октября 1973 года, согласно бреве «Verba Christi» Папы Павла VI, была учреждена Апостольская делегатура в Нигерии и Гане. Резиденцией апостольской делегатуры стал город Лагос.
14 июня 1976 года, с установлением дипломатических отношений между Святым Престолом и Ганой, она была возведена в ранг Апостольской нунциатуры в Гане, согласно бреве «Qui mentem» Папы Павла VI. Резиденцией апостольского нунция в Гане является Лагос — столица Ганы. 

## Апостольские нунции в Гане

### Апостольские делегаты
- Джироламо Приджоне, титулярный архиепископ Лауриако — (2 октября 1973 — 7 февраля 1976 — назначен апостольским апостольским делегатом в Мексике).

### Апостольские про-нунции
- Джузеппе Феррайоли, титулярный архиепископ Вольтурно — (14 июня 1976 — 21 июля 1981 — назначен апостольским про-нунцием в Кении);
- Иван Диас, титулярный архиепископ Рузибизира — (8 мая 1982 — 20 июня 1987 — назначен апостольским нунцием в Корее);
- Джузеппе Бертелло, титулярный архиепископ Урбисальи — (17 октября 1987 — 12 января 1991 — назначен апостольским нунцием в Руанде);
- Авраам Каттумана, титулярный архиепископ Себарадеса — (8 мая 1991 — 16 декабря 1992 — назначен официалом в Римской курии).

### Апостольские нунции
- Андре Дюпюи, титулярный архиепископ Сельсеи — (6 апреля 1993 — 27 марта 2000 — назначен апостольским нунцием в Венесуэле);
- Георг Кочерри, титулярный архиепископ Отоны — (10 июня 2000 — 22 декабря 2007 — назначен апостольским нунцием в Зимбабве);
- Леон Каленга Бадикебеле, титулярный архиепископ Магнетума — (1 марта 2008 — 22 апреля 2013 — назначен апостольским нунцием в Уганде);
- Жан-Мари Спиш, титулярный архиепископ Сульци — (17 августа 2013 — 19 марта 2019 — назначен апостольским нунцием в Словении и апостольским делегатом в Косово);
- Генрик Мечислав Ягодзиньский, титулярный архиепископ Лимосано — (3 мая 2020 — 16 апреля 2024 — назначен апостольским нунцием в Южно-Африканской Республике и Лесото);
- Жюльен Каборе, титулярный архиепископ Милеви — (29 июня 2024 — по настоящее время).